# Entscheidungsfähigkeit
Entscheidungsfähigkeit ist die Fähigkeit von Lebewesen oder Gruppen oder Institutionen (z. B. Gemeinden), in einer bestimmten Situation bewusst zu handeln (sich zu entscheiden). Eine Entscheidung setzt die Wahlmöglichkeit zwischen zwei oder mehreren Alternativen voraus (gegebenenfalls zwischen Handeln und gewolltem Unterlassen). Wenn eine Person es ablehnt, eine Entscheidung zu treffen, kann sie dennoch entscheidungsfähig sein (auch die Ablehnung einer Entscheidung ist häufig das Ergebnis einer Entscheidung).
Der Begriff Entscheidungskompetenz wird teilweise im selben allgemeinen Sinn gebraucht. Er kann sich aber auch auf bestimmte Aspekte der Entscheidungsfähigkeit beziehen, insbesondere auf das Recht, eine Entscheidung zu treffen.

## Begriffliches Umfeld
Entscheidungsfähigkeit (Entscheidungskompetenz) hängt zusammen mit:
- Entscheidungsfreiheit (siehe auch Willensfreiheit)
- Entscheidungsfreudigkeit
- Entscheidungsbereitschaft (Entscheidungswilligkeit)
- der Entscheidungsberechtigung
- der Verfügbarkeit und Verwertung von Information als Entscheidungsgrundlage
- Urteilsvermögen (davon hängt die Richtigkeit oder Qualität der Entscheidung ab)
- Handlungsfähigkeit (aber auch wer nicht handlungsfähig ist, kann Entscheidungen treffen)
- Abulie / Akrasia – krankheitsbedingt geschwächte Entscheidungsfähigkeit

## Erhöhung der Entscheidungsfähigkeit
Durch personelle (z. B. Berater, Counseling) oder technische Maßnahmen (Computer) kann die Entscheidungsbereitschaft bzw. die Entscheidungsfähigkeit erhöht werden, was in der Regel auch zu schnelleren Entscheidungen führt.
Im politischen Bereich kann bei sehr kontroversen Themen durch eine Bürgerbefragung beziehungsweise eine Volksbefragung die Entscheidungsfähigkeit verbessert oder überhaupt erst hergestellt werden.
Im militärischen Bereich findet eine immer stärkere „Verschmelzung von Mensch mit Maschine“ (Waffe) statt. Durch weiterentwickelte Informationstechnologien und Mensch-Maschine-Schnittstellen (z. B. Head-up-Display) kann die Entscheidungsfähigkeit und Entscheidungsschnelligkeit verbessert werden.

## Eingeschränkte Entscheidungsfähigkeit
Ist die Entscheidungsfähigkeit eingeschränkt (gemindert, behindert), kann sich dies bereits auf die Sammlung und Verwertung von Informationen (Einsichts- und Urteilsfähigkeit), also im Vorfeld vor einer Entscheidung beziehen oder aber in der Fähigkeit, die nach Maßstab des Rechtes „richtige“ Entscheidung zu treffen (dabei wird oft auf eine dritte Person als Maßstab Bezug genommen, wie diese entschieden hätte).

### Im juristischen Kontext
Bei eingeschränkter Entscheidungsfähigkeit in bestimmten Bereichen kann bei natürlichen oder juristischen Personen ein gesetzlicher Vertreter (z. B. Betreuer, Erwachsenenvertreter, Kurator, Sachwalter, Vormund usw.) bestellt werden, der für die betroffene Person die „richtige“ (nach Maßgabe der Mehrheitsmeinung) Entscheidung treffen soll. In dieser Situation, in dem die Entscheidungsfähigkeit durch gesetzlichen Zwang auf eine andere Person ganz oder teilweise übergeht, wird die Entscheidungsfähigkeit durch den Betroffenen meist unfreiwillig aufgegeben.

### Im medizinischen Kontext
Bei anankastischer (zwanghafter) Persönlichkeitsstörung kann es durch verschiedene Umstände, wie z. B. Gefühle von Zweifel, Perfektionismus, übertriebener Gewissenhaftigkeit, ständige Kontrollen, allgemein große Vorsicht und Starrheit in Denken und Handeln, die sich als Unflexibilität, Pedanterie und Steifheit zeigt, durch die übermäßige Beschäftigung mit Details und Regeln, so dass die eigentliche Aktivität oftmals in den Hintergrund tritt, zu einer Behinderung der Entscheidungsfähigkeit kommen. Auch die Angst vor Fehlern behindert die Entscheidungsfähigkeit der Betroffenen.

## Aufgabe der Entscheidungsfähigkeit
Die Entscheidungsfähigkeit kann freiwillig oder unfreiwillig, ganz oder teilweise, aufgegeben werden. Regelmäßig geschieht dies dadurch, dass Alternativmöglichkeiten weggenommen werden. Unfreiwillig wird die Entscheidungsfähigkeit aufgegeben, wenn ein Lebewesen durch innere oder äußere Einflüsse daran gehindert wird, selbst Entscheidungen zu treffen. Dies kann z. B. durch eine Krankheit, Unterbringung oder durch eine physische Maßnahme (z. B. Freiheitsentziehung, Wahrheitsserum usw.) erfolgen. Freiwillig wird die Entscheidungsfähigkeit aufgegeben, wenn jemand bereit ist, anstelle der eigenen Entscheidung eine Entscheidung einer oder mehrerer anderer Lebewesen oder auch einer Maschine (z. B. Computer) anstelle einer eigenen Entscheidung anzunehmen und gegen sich gelten zu lassen (Fremdentscheidung).
Der Weg und die Grenze zwischen freiwilliger und unfreiwilliger Aufgabe der Entscheidungsfähigkeit ist fließend und kann sich auch verschieben (siehe auch: Manipulation durch Werbung).

## Entscheidungsunfähigkeit
Bei Personen, Gruppen oder Institutionen kann eine faktische, gewollte oder ungewollte Entscheidungsunfähigkeit vorliegen. Bei Einzelnen kann diese auch aus psychischen Gründen vorliegen (siehe hierzu auch Abulie). In einer Gruppe oder Institution kann zum Beispiel eine Pattsituation bei Abstimmungen oder Widerstand (Obstruktion) zur Entscheidungsunfähigkeit führen (siehe auch Filibuster).

## Entscheidungsfähigkeit im Recht
Entscheidungsfähigkeit wird im Bereich des Rechts umfassender verstanden und z. B. auch die Fähigkeit einer Person, die Fakten bezüglich einer Entscheidung zu verstehen und diese abzuwägen, insbesondere im Hinblick auf die Folgen der Wahl, welche Möglichkeit also gegenüber einer anderen Vorteile hat, oder welche Auswirkungen die Entscheidung hat, nichts zu tun. Es wird darunter teilweise auch die Einsichts- und Urteilsfähigkeit verstanden. Soweit es um medizinische Entscheidungen geht, wird der Begriff Einwilligungsfähigkeit genannt.

### Gesetzliche Verpflichtungen
Nach dem achten Buch des deutschen Sozialgesetzbuches (Kinder- und Jugendhilfegesetz), § 14, müssen junge Menschen befähigt werden, sich vor gefährdenden Einflüssen zu schützen; diese sind zu Kritikfähigkeit, Entscheidungsfähigkeit und Eigenverantwortlichkeit sowie zur Verantwortung gegenüber ihren Mitmenschen heranzuziehen (sogenannter: Erzieherischer Kinder- und Jugendschutz). Siehe auch § 1 des Schulgesetzes für Baden-Württemberg oder Artikel 1 des Erwachsenenbildungs- und Förderungsgesetzes (EbföG) von 1974 (Bayern).

### Justiz, Behörden
Im Bereich der Justiz und Verwaltungsbehörden ergibt sich aus der Entscheidungsberechtigung (die vom Gesetzgeber oder Hoheitsträger verliehene Befugnis, in den dafür vorgesehenen Rechtssachen für die Parteien verbindliche Entscheidungen zu erlassen (Urteil, Beschluss, Verfügung, Erkenntnis usw.)) die Entscheidungsfähigkeit.
Entscheidungen, die von einer Person erlassen werden, die hierzu nicht berechtigt war (mangelnde/fehlende formelle Entscheidungsfähigkeit), sind in der Regel absolut nichtig, auch wenn diese Person entscheidungsfähig war.